# National Board of Review Award al miglior film
Il National Board of Review Award al miglior film (National Board of Review Award for Best Film) è un premio assegnato annualmente nel mese di dicembre dai membri del National Board of Review of Motion Pictures al miglior film distribuito negli Stati Uniti nel corso dell'anno.
Solo nel biennio 1948-1949 sono stati premiati film non in lingua inglese, i due capolavori del neorealismo italiano Paisà di Roberto Rossellini e Ladri di biciclette di Vittorio De Sica, nel breve periodo in cui non è stato assegnato un distinto premio al miglior film straniero.

## Albo d'oro

### Anni 1930
- 1932: Io sono un evaso (I Am a Fugitive from a Chain Gang), regia di Mervyn LeRoy
- 1933: Topaze, regia di Harry d'Abbadie d'Arrast
- 1934: Accadde una notte (It Happened One Night), regia di Frank Capra
- 1935: Il traditore (The Informer), regia di John Ford
- 1936: È arrivata la felicità (Mr. Deeds Goes to Town), regia di Frank Capra
- 1937: Notturno tragico (Night Must Fall), regia di Richard Thorpe
- 1938: La cittadella (The Citadel), regia di King Vidor
- 1939: Confessioni di una spia nazista (Confessions of a Nazi Spy), regia di Anatole Litvak

### Anni 1940
- 1940: Furore (The Grapes of Wrath), regia di John Ford
- 1941: Quarto potere (Citizen Kane), regia di Orson Welles
- 1942: Eroi del mare (In Which We Serve), regia di David Lean
- 1943: Alba fatale (The Ox-Bow Incident), regia di William A. Wellman
- 1944: Il ribelle (None But the Lonely Heart), regia di Clifford Odets
- 1945: La vera gloria (The True Glory), regia di Carol Reed
- 1946: Enrico V (Henry V), regia di Laurence Olivier
- 1947: Monsieur Verdoux, regia di Charlie Chaplin
- 1948: Paisà, regia di Roberto Rossellini
- 1949: Ladri di biciclette, regia di Vittorio De Sica

### Anni 1950
- 1950: Viale del tramonto (Sunset Boulevard), regia di Billy Wilder
- 1951: Un posto al sole (A Place in the Sun), regia di George Stevens
- 1952: Un uomo tranquillo (The Quiet Man), regia di John Ford
- 1953: Giulio Cesare (Julius Caesar), regia di Joseph L. Mankiewicz
- 1954: Fronte del porto (On the Waterfront), regia di Elia Kazan
- 1955: Marty, vita di un timido (Marty), regia di Delbert Mann
- 1956: Il giro del mondo in 80 giorni (Around the World in 80 Days), regia di Michael Anderson
- 1957: Il ponte sul fiume Kwai (The Bridge on the River Kwai), regia di David Lean
- 1958: Il vecchio e il mare (The Old Man and the Sea), regia di John Sturges
- 1959: La storia di una monaca (The Nun's Story), regia di Fred Zinnemann

### Anni 1960
- 1960: Figli e amanti (Sons and Lovers), regia di Jack Cardiff
- 1961: Question 7, regia di Stuart Rosenberg
- 1962: Il giorno più lungo (The Longest Day), regia di Ken Annakin, Andrew Marton e Bernhard Wicki
- 1963: Tom Jones, regia di Tony Richardson
- 1964: Becket e il suo re (Becket), regia di Peter Glenville
- 1965: The Eleanor Roosevelt Story, regia di Richard Kaplan
- 1966: Un uomo per tutte le stagioni (A Man for All Seasons), regia di Fred Zinnemann
- 1967: Via dalla pazza folla (Far from the Maddening Crowd), regia di John Schlesinger
- 1968: L'uomo venuto dal Kremlino (The Shoes of the Fisherman), regia di Michael Anderson
- 1969: Non si uccidono così anche i cavalli? (They Shoot Horses), regia di Sydney Pollack

### Anni 1970
- 1970: Patton, generale d'acciaio (Patton), regia di Franklin J. Schaffner
- 1971: Macbeth, regia di Roman Polański
- 1972: Cabaret, regia di Bob Fosse
- 1973: La stangata (The Sting), regia di George Roy Hill
- 1974: La conversazione (The Conversation), regia di Francis Ford Coppola
- 1975: Nashville, regia di Robert Altman ex aequo Barry Lyndon, regia di Stanley Kubrick
- 1976: Tutti gli uomini del presidente (All the President's Men), regia di Alan J. Pakula
- 1977: Due vite, una svolta (The Turning Point), regia di Herbert Ross
- 1978: I giorni del cielo (Days of Heaven), regia di Terrence Malick
- 1979: Manhattan, regia di Woody Allen

### Anni 1980
- 1980: Gente comune (Ordinary People), regia di Robert Redford
- 1981: Momenti di gloria (Chariots of Fire), regia di Hugh Hudson ex aequo Reds (Reds), regia di Warren Beatty
- 1982: Gandhi, regia di Richard Attenborough
- 1983: Tradimenti (Betrayal), regia di David Jones ex aequo Voglia di tenerezza (Terms of Endearment), regia di James L. Brooks
- 1984: Passaggio in India (A Passage to India), regia di David Lean
- 1985: Il colore viola (The Color Purple), regia di Steven Spielberg
- 1986: Camera con vista (A Room With A View), regia di James Ivory
- 1987: L'impero del sole (Empire of the Sun), regia di Steven Spielberg
- 1988: Mississippi Burning - Le radici dell'odio (Mississippi Burning), regia di Alan Parker
- 1989: A spasso con Daisy (Driving Miss Daisy), regia di Bruce Beresford

### Anni 1990
- 1990: Balla coi lupi (Dances With Wolves), regia di Kevin Costner
- 1991: Il silenzio degli innocenti (The Silence of the Lambs), regia di Jonathan Demme
- 1992: Casa Howard (Howards End), regia di James Ivory
- 1993: Schindler's List - La lista di Schindler, regia di Steven Spielberg
- 1994: Forrest Gump, regia di Robert Zemeckis ex aequo Pulp Fiction (Pulp Fiction), regia di Quentin Tarantino
- 1995: Ragione e sentimento (Sense and Sensibility), regia di Ang Lee
- 1996: Shine, regia di Scott Hicks
- 1997: L.A. Confidential, regia di Curtis Hanson
- 1998: Demoni e dei (Gods and Monsters), regia di Bill Condon
- 1999: American Beauty, regia di Sam Mendes

### Anni 2000
- 2000: Quills - La penna dello scandalo (Quills), regia di Philip Kaufman
- 2001: Moulin Rouge!, regia di Baz Luhrmann
- 2002: The Hours, regia di Stephen Daldry
- 2003: Mystic River, regia di Clint Eastwood
- 2004: Neverland - Un sogno per la vita (Finding Neverland), regia di Marc Forster
- 2005: Good Night, and Good Luck., regia di George Clooney
- 2006: Lettere da Iwo Jima (Letters from Iwo Jima), regia di Clint Eastwood
- 2007: Non è un paese per vecchi (No Country for Old Men), regia di Ethan Coen e Joel Coen
- 2008: The Millionaire (Slumdog Millionaire), regia di Danny Boyle
- 2009: Tra le nuvole (Up in the Air), regia di Jason Reitman

### Anni 2010
- 2010: The Social Network, regia di David Fincher
- 2011: Hugo Cabret (Hugo), regia di Martin Scorsese[1]
- 2012: Zero Dark Thirty, regia di Kathryn Bigelow[2]
- 2013: Lei (Her), regia di Spike Jonze[2]
- 2014: 1981: Indagine a New York (A Most Violent Year), regia di J. C. Chandor[3]
- 2015: Mad Max: Fury Road, regia di George Miller[4]
- 2016: Manchester by the Sea, regia di Kenneth Lonergan[5]
- 2017: The Post, regia di Steven Spielberg[5]
- 2018: Green Book, regia di Peter Farrelly[6]
- 2019: The Irishman, regia di Martin Scorsese[7]

### Anni 2020
- 2020: Da 5 Bloods - Come fratelli (Da 5 Bloods), regia di Spike Lee[8]
- 2021: Licorice Pizza, regia di Paul Thomas Anderson[9]
- 2022: Top Gun: Maverick, regia di Joseph Kosinski[10]
- 2023: Killers of the Flower Moon, regia di Martin Scorsese[11]
- 2024: Wicked (Wicked: Part I), regia di Jon M. Chu[12][13]